# Goes (gemeente)
| Gemeentegrenzen Wijkgrenzen Buurtgrenzen Autosnelweg Secundaire weg Spoorweg |  |  | ██ Geselecteerde gemeente ██ Bebouwd gebied ██ Bos of park ██ Binnenwater, rivier of kanaal |

Goes en omgeving (2009)

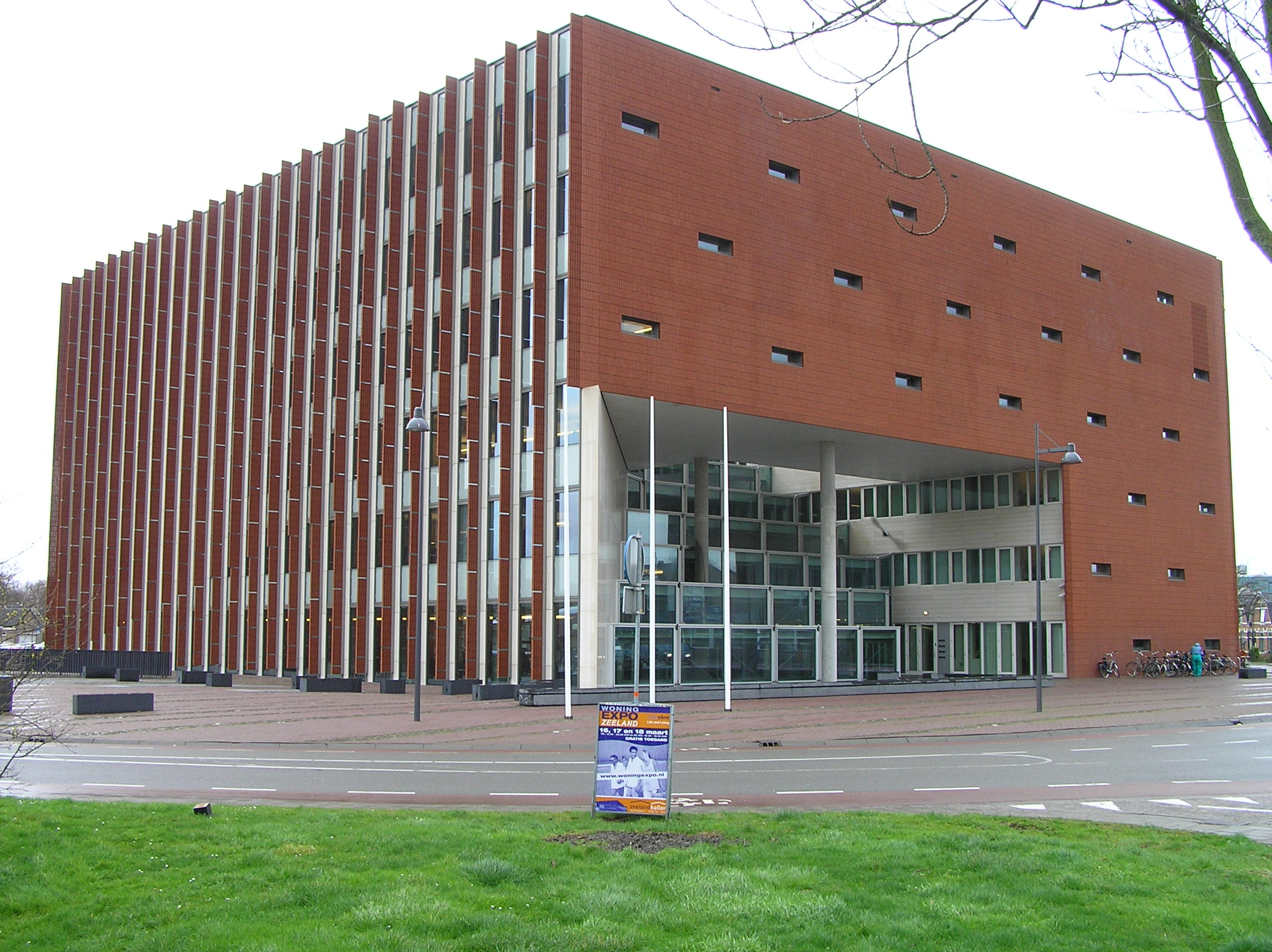
Het stadskantoor van Goes, waar het gemeentebestuur zetelt.

Goes (uitspraakⓘ, Zeeuws: Hoes) is een gemeente in de Nederlandse provincie Zeeland die ontstond op 1 januari 1970 door samenvoeging van de Zuid-Bevelandse gemeenten Goes, 's-Heer Arendskerke (gedeeltelijk), Kattendijke, Kloetinge en Wolphaartsdijk. De gemeente telt 39.677 inwoners (1 januari 2024, bron: CBS). Het stadskantoor (gemeentehuis) staat in de stad Goes.

## Kernen
De gemeente Goes omvat meerdere woonkernen.
| Woonplaats (BAG)         | Inwoners 2023 |
| ------------------------ | ------------- |
| Goes                     | 29.420        |
| 's-Heer Arendskerke      | 1.770         |
| 's-Heer Hendrikskinderen | 1.155         |
| Kattendijke              | 590           |
| Kloetinge                | 3.455         |
| Wilhelminadorp           | 755           |
| Wolphaartsdijk           | 2.300         |

Verder behoren het dorp Oud-Sabbinge, en de gehuchten en buurtschappen Abbekinderen, Blauwewijk, De Groe, Eindewege, Goese Sas, Monnikendijk, Noordeinde, Oude Veerdijk, Planketent, Roodewijk, Sluis de Piet, Terlucht, Tervaten, Waanskinderen, en Wissekerke tot de gemeente.

## Gemeenteraad
| Partij           | Partij           | 2002 | 2002 | 2006  | 2006  | 2010  | 2010  | 2014  | 2014  | 2018  | 2018  | 2022  | 2022  |
| Stemmen / Zetels | Stemmen / Zetels | %    | 23   | %     | 23    | %     | 23    | %     | 25    | %     | 25    | %     | 25    |
| ---------------- | ---------------- | ---- | ---- | ----- | ----- | ----- | ----- | ----- | ----- | ----- | ----- | ----- | ----- |
|                  | CDA              | 25,9 | 7    | 21,9  | 6     | 22,0  | 6     | 24,7  | 7     | 20,3  | 5     | 16,2  | 4     |
|                  | D66              | 7,3  | 2    | 5,3   | 1     | 10,3  | 2     | 11,4  | 3     | 7,2   | 2     | 8,5   | 2     |
|                  | GroenLinks       | 14,5 | 3    | 13,3  | 3     | 8,3   | 2     | 4,8   | 1     | 8,5   | 2     | -     | -     |
|                  | PvdA             | 20,3 | 5    | 27,4  | 7     | 18,3  | 5     | 8,8   | 2     | 8,7   | 2     | -     | -     |
|                  | PvdA/GroenLinks  | -    | -    | -     | -     | -     | -     | -     | -     | -     | -     | 18,7  | 5     |
|                  | SP               | -    | -    | -     | -     | 9,8   | 2     | 13,6  | 3     | 6,3   | 1     | -     | -     |
|                  | SGP/ChristenUnie | 15,5 | 4    | 14,5  | 4     | 13,0  | 3     | 13,7  | 4     | 14,2  | 4     | 15,0  | 4     |
|                  | VVD              | 16,5 | 4    | 17,6  | 4     | 18,3  | 5     | 13,3  | 3     | 16,1  | 4     | 15,1  | 4     |
|                  | Partij voor Goes | -    | -    | -     | -     | -     | -     | 9,5   | 2     | 7,7   | 2     | 8,5   | 2     |
|                  | Nieuw Goes       | -    | -    | -     | -     | -     | -     | -     | -     | 10,7  | 3     | 18,1  | 4     |
| Opkomst %        | Opkomst %        | 54%  | 54%  | 57,2% | 57,2% | 55,7% | 55,7% | 58,0% | 58,0% | 58,2% | 58,2% | 52,0% | 52,0% |

## College van burgemeester en wethouders

### Burgemeester
Van 1993 tot 2010 was Dick van der Zaag (CDA) burgemeester van Goes. Op 1 december 2010 werd hij opgevolgd door René Verhulst (CDA). Hij werd opgevolgd door Herman Klitsie (PvdA) als waarnemend burgemeester van september 2017 tot september 2018. Van 12 september 2018 tot 5 juli 2023 was Margo Mulder (PvdA) burgemeester. Na haar vertrek naar Bergen op Zoom volgde Marcel Fränzel (D66) haar op als waarnemend burgemeester. Op
30 november 2023 heeft de gemeenteraad Cees van den Bos (SGP) voorgedragen als nieuw te benoemen burgemeester. Hij werd per 1 februari 2024 benoemd.

### College van B&W
Het college van B&W voor de periode 2006-2010 was een coalitie van CDA, VVD en SGP/ChristenUnie (14 van de 25 zetels). Alhoewel de PvdA de grootste partij bij de gemeenteraadsverkiezingen van 2006 was geworden, en zij het voortouw zou nemen bij het nieuw te vormen college, hadden de drie eerder genoemde partijen reeds de dag na de verkiezingen een nieuwe coalitie gevormd. Zowel PvdA als ook diverse inwoners waren hier verbolgen over. Dit kwam mede doordat dit had plaatsgevonden op de Biddag voor gewas en arbeid. Op verzoek van de landelijke SGP was er op deze - woensdag - niet gestemd en voor de dinsdag gekozen. Desondanks deed de SGP op deze dag wel mee aan het vormen van een nieuw college. De installatie van de nieuwe gemeenteraad op 16 maart verliep dan ook tumultueus. Het NOS-journaal wijdde er een item aan. De drie nieuwe coalitiepartners hebben vanwege het gebeuren hun excuses aangeboden voor hun handelwijze. Het college bestond vanaf 2010 tot 2014 uit CDA, VVD en PvdA. Na de gemeenteraadsverkiezingen van 2014 werd er weer een college gevormd door CDA, VVD en ChristenUnie/SGP.
Na de gemeenteraadsverkiezing van 14 t/m 16 maart 2022 is er een coalitieakkoord bereikt door vier partij(-combinaties) die elk een wethouder leveren.
Per 19 september 2023 heeft wethouder Martijn Vermeulen (Nieuw Goes) ontslag genomen. Op 23 november 2023 is Joost de Goffau (CDA) geïnstalleerd als wethouder. Vanaf die datum zijn de wethouders: Joan Veldhuizen (PvdA–GroenLinks), André van der Reest (SGP–ChristenUnie), Stan Meulblok (Partij voor Goes) en Joost de Goffau (CDA).

## Monumenten
In de gemeente is er een aantal rijksmonumenten, gemeentelijke monumenten en oorlogsmonumenten, zie:
- Lijst van rijksmonumenten in Goes (gemeente)
- Lijst van rijksmonumenten in Goes (plaats)
- Lijst van gemeentelijke monumenten in Goes
- Lijst van oorlogsmonumenten in Goes
- Lijst van Stolpersteine in Goes

## Kunst

### Social sofa
In de gemeente zijn op verschillende plaatsen sociale bankjes.

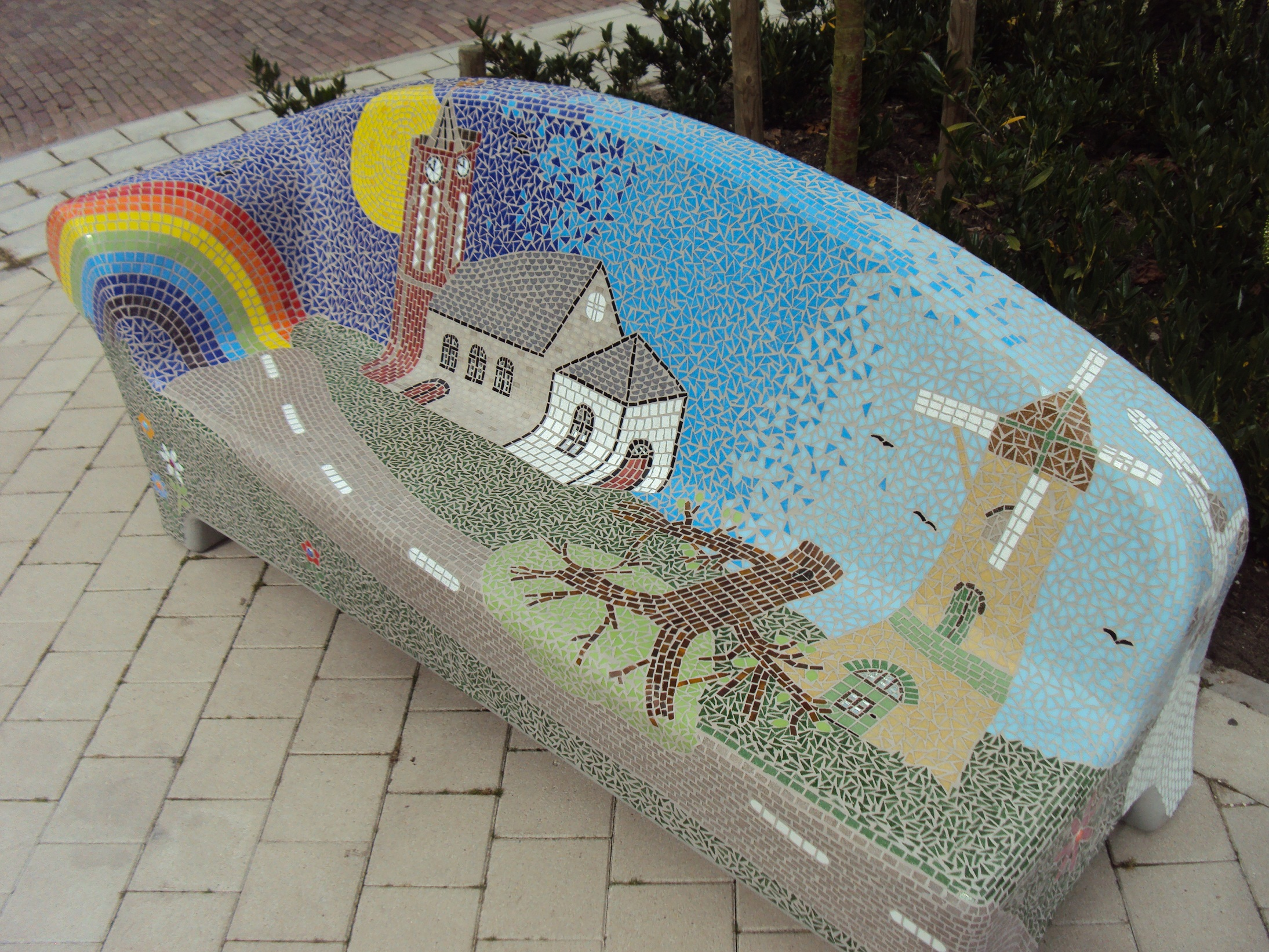
's-Heer Arendskerke Slotstraat
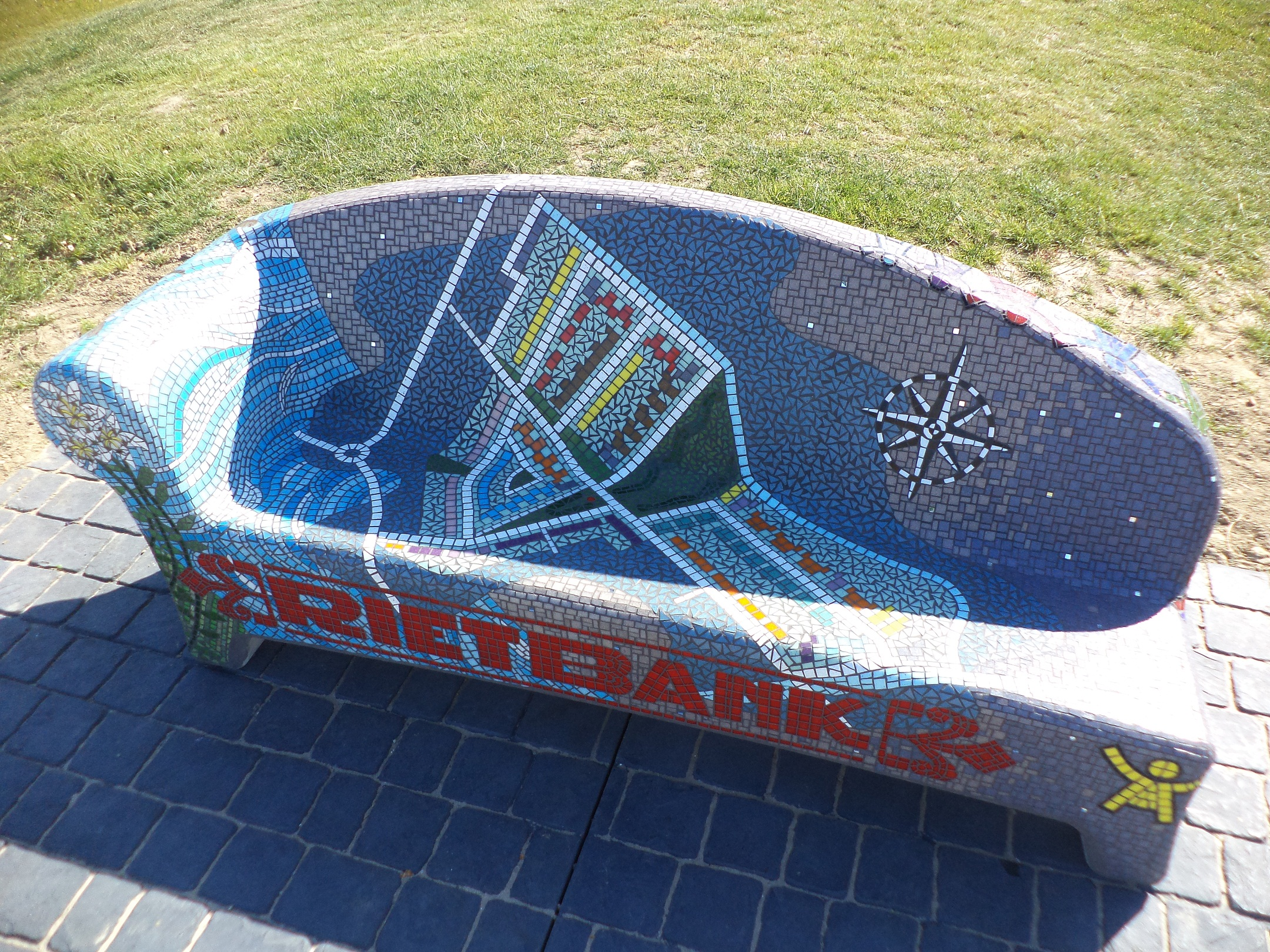
Kloetinge Boudewijn Büchlaan
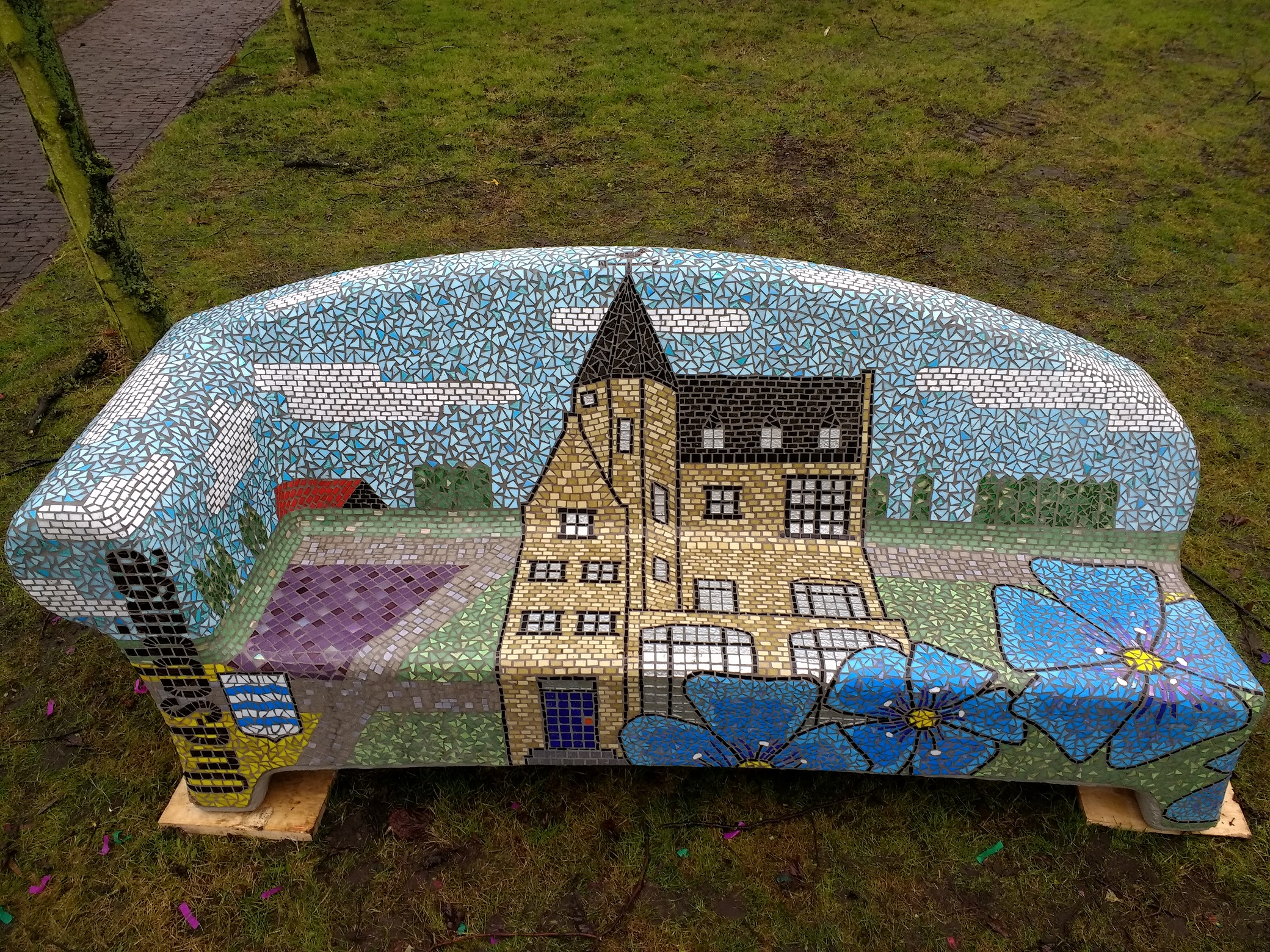
Oud-Sabbinge Ring
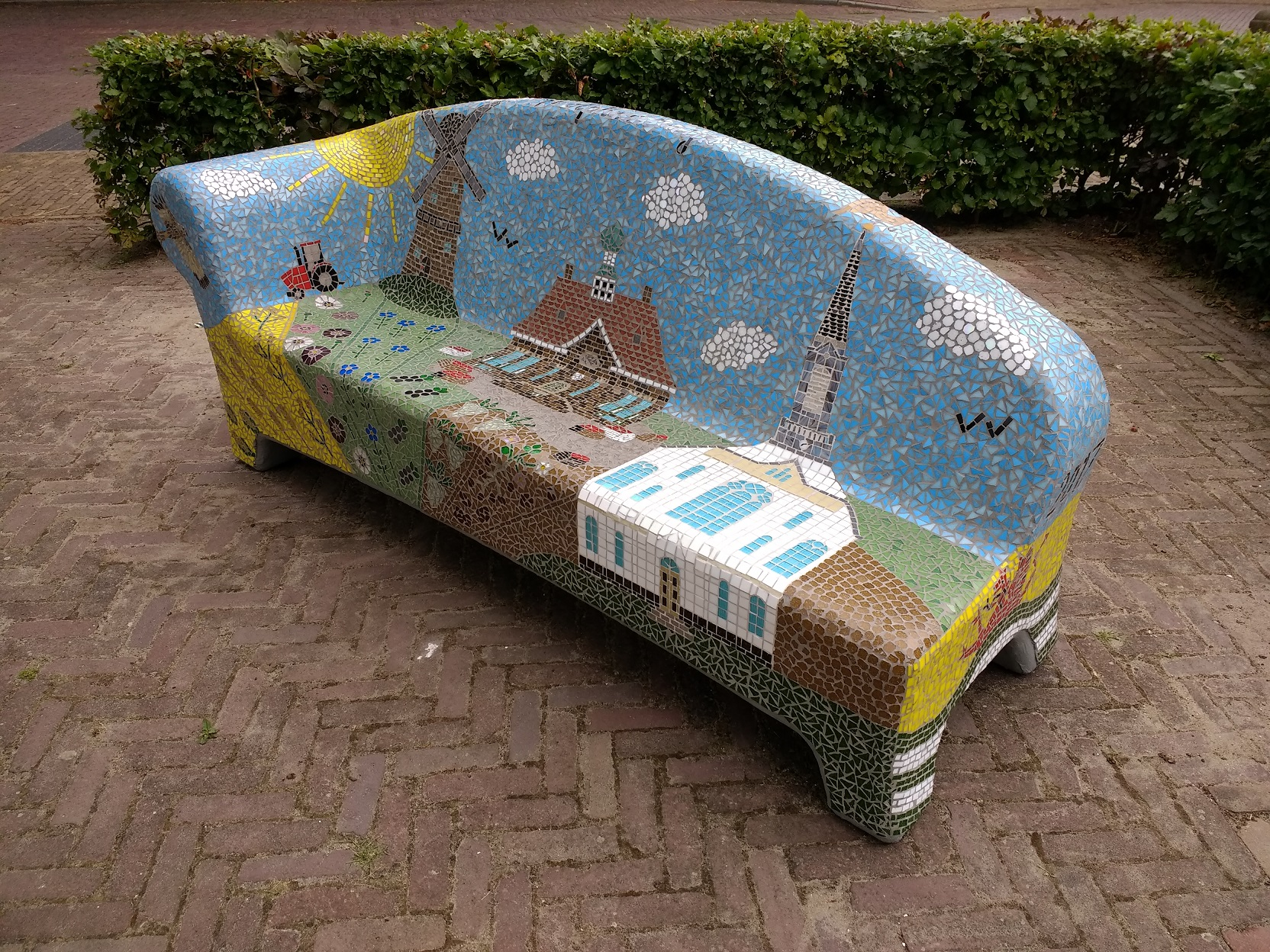
Wolphaartsdijk Wolfertsplein
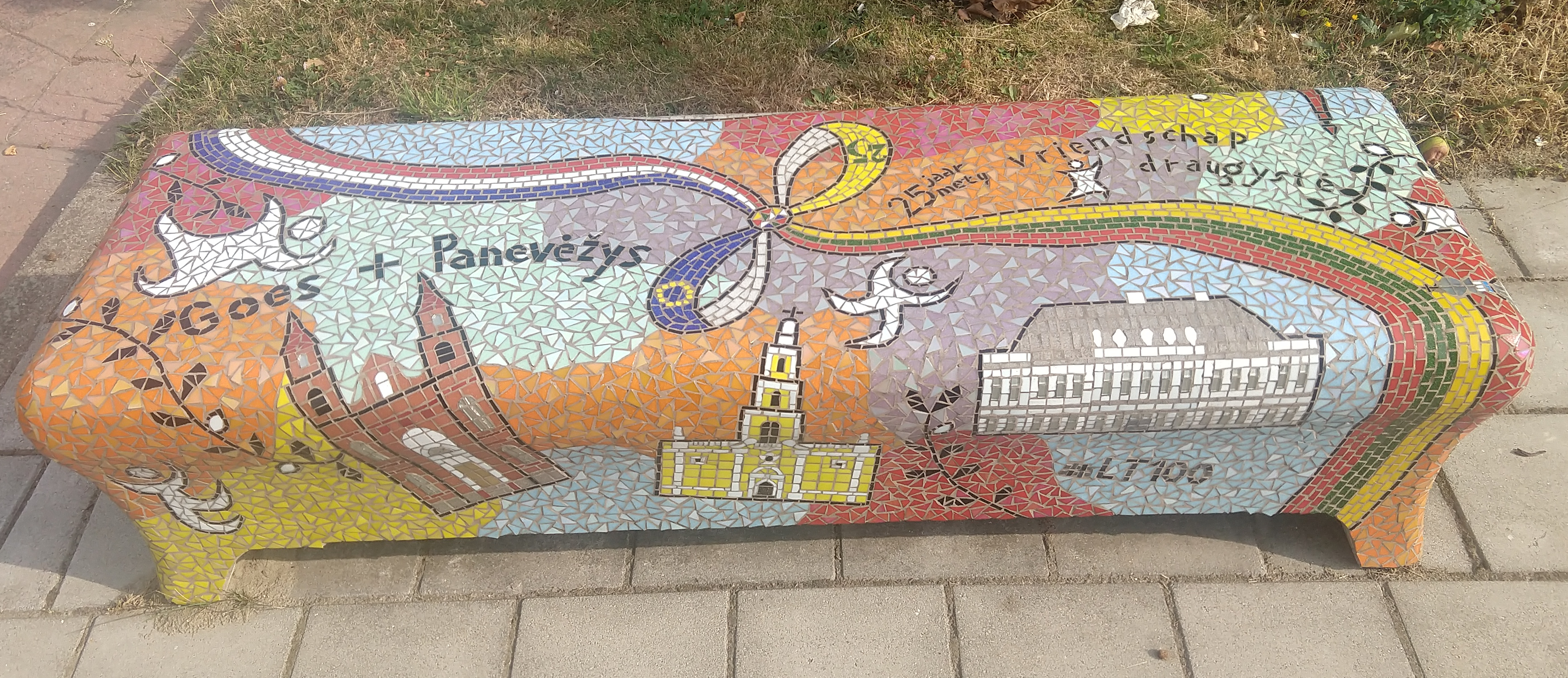
Goes Wulfaertstraat

## Acties

### Millennium Gemeente
Goes is een Millennium Gemeente.

### Fairtrade Gemeente
Op 26 februari 2009 maakte Jan Pronk, juryvoorzitter van Fairtrade Gemeente, bekend dat Goes en Groningen de eerste twee Fairtrade Gemeenten van Nederland zijn.

## Aangrenzende gemeenten
Goes ligt centraal in Zeeland.
| Aangrenzende gemeenten | Aangrenzende gemeenten | Aangrenzende gemeenten | Aangrenzende gemeenten | Aangrenzende gemeenten |
| ---------------------- | ---------------------- | ---------------------- | ---------------------- | ---------------------- |
|                        |                        | Noord-Beveland         |                        |                        |
|                        |                        |                        |                        |                        |
| Middelburg             | Kapelle                |                        |                        |                        |
|                        |                        |                        |                        |                        |
|                        |                        | Borsele                |                        |                        |